# Iftar
L'iftar (en arabe : إِفْطَار, ʾifṭār ; également ftour ou ftor dans les dialectes maghrébins) est le repas qui est pris chaque soir par les musulmans au coucher du soleil pendant le jeûne du mois de ramadan. Le terme iftar est à rapprocher de fitr (dans Aïd el-Fitr, la fête qui marque la fin du mois de ramadan), avec le sens de « rupture du jeûne ». En dehors de ce contexte, le terme désigne le déjeuner.
L'iftar peut être un repas pris en famille, ou un banquet se déroulant dans une mosquée ou un autre lieu public.

## Histoire
« L'Iftar/Eftari/Iftar/Iftor et ses traditions socioculturelles » est inscrit sur la liste représentative du patrimoine culturel immatériel de l'humanité par l'UNESCO en décembre 2023.